# Оніані Тенгіз Несторович
Оніані Тенгіз Несторович (25 червня 1928, Сасаші, Грузія — 2012) — грузинський нейрофізіолог, академік АН Грузинської РСР.

## Біографія
Закінчив 1954 року Тбіліський університет, де й працював після випуску до 1958 року. Далі перейшов до Інституту фізіології АН Грузинської РСР. У 1970—1980 роках був його директором.
У 1979 році обраний академіком АН Грузинської РСР, а 1980 — академіком-секретарем Відділення фізіології і медицини.
У 1995—1999 роках був депутатом парламенту Грузії.
Мав сина Николоза.

## Науковий внесок
Досліджував фізіологію головного мозку. Серед наукових інтересів: фізіологія сну та неспання, фізіологія лімбічної системи, механізми короткострокової пам'яті. Низку праць здійснив на нервово-м'язовому препараті хребетних і безхребетних.
У 1985 році в рамках Всесоюзного з'їзду фізіологів Тенгіз Оніані організував симпозіум з досліджень сну, а 1988 року — конференцію з сомнології.
У лабораторії Оніані починав свою наукову діяльність грузинський етолог Ясон Бадрідзе.

## Вшанування пам'яті
На честь Тенгіза Оніані названо Лабораторію досліджень сну-неспання імені Тенгіза Оніані Державного університету Іллі.

## Окремі наукові праці
- Ониани Т. Н. Вопросы сравнительной физиологии нервно-мышечного аппарата. «Мецниереба», Тбилиси, 1964.
- Ониани Т. Н. Мембранно-миофибриллярное взаимоотношение. «Мецниереба», Тбилиси, 1970.
- Беленков, Н. Ю. Вальдман, А. В. Козловская, М. М. Ониани, Т. Н. Симонов, П. В. Хананашвили, М. М. Черкес, В. А. Экспериментальная нейрофизиология эмоций. «Наука», Ленинград, 1972.
- Koridze, M. G., & Oniani, T. N. (1972). Effects of cingulate cortex lesions on emotional behavior and delayed responses in cats. Acta Neurobiologiae Experimentalis, 32(1), 9–18.
- Oniani, T. N., Koridze, M. G., & Abzianidze, H. V. (1972). Electrical activity of the hippocampus during delayed responses and hypothalamic stimulation in the cat. Acta Neurobiologiae Experimentalis, 32(4), 799–816.
- Ониани Т. Н. Интегративная деятельность лимбической системы. «Мецниереба», Тбилиси, 1980, 290 с
- Ониани, Т. Н., Манджавидзе, С. Д., Гветадзе, Л. Б., Варазавшвили, П. Н. (1989). Организация нейронной активности поясной извилины коры головного мозга в цикле бодрствование-сон. Нейрофизиология = Neurophysiology, 21(6), 832–840.
- Akhmetelashvili, O. K., Melkadze, I. A., Davitashvili, M. T., & Oniani, T. I. (2007). Effects of electric stimulation and destruction of caudate nucleus on short-term memory. Bulletin of experimental biology and medicine, 143(3), 302–304. https://doi.org/10.1007/s10517-007-0095-x
- Basishvili, T., Eliozishvili, M., Maisuradze, L., Lortkipanidze, N., Nachkebia, N., Oniani, T., Gvilia, I. and Darchia, N. (2012), Insomnia in a Displaced Population is Related to War-Associated Remembered Stress. Stress and Health, 28: 186—192. https://doi.org/10.1002/smi.1421